# Сімон П'єзінгер
Сімон П'єзінгер (нім. Simon Piesinger, нар. 13 травня 1992, Лінц) — австрійський футболіст, півзахисник клубу «Вольфсбергер». Виступав також за низку австрійських і закордонних клубів, та молодіжної збірної Австрії. Володар Кубка Данії, та володар Кубка Австрії.

## Клубна кар'єра
Сімон П'єзінгер народився 1992 року в Лінці, та є вихованцем футбольної школи місцевого клубу ЛАСК. У 2010 році П'єзінгер розпочав грати у складі команди «ЛАСК Аматорс», в якій виступав до 2011 року, взявши участь у 21 матчі чемпіонату. У 2011—2012 роках футболіст грав у складі команди «Блау-Вайс» (Лінц), а в 2012—2014 роках у складі команди «Ваккер» (Інсбрук).
У 2014 році Сімон П'єзінгер перейшов до складу клубу «Штурм» (Грац), у складу якого грав до 2017 року, та був у його скаді одним із основних гравців середньої лінії. З 2017 до 2019 року футболіст грав у складі клубу «Альтах». У 2019 році П'єзінгер перейшов до складу данського клубу «Раннерс», у якому грав до 2022 року, та став у його складі в сезоні 2020—2021 років володарем Кубка Данії.
З 2022 року Сімон П'єзінгер грає на батьківщині в клубі «Вольфсбергер». У сезоні 2024—2025 років футболіст став у складі команди володарем Кубка Австрії.

## Виступи за збірну
У 2013 році Сімон П'єзінгер зіграв 2 матчі у складі молодіжної збірної Австрії.

## Титули і досягнення
- Володар Кубка Данії (1):

«Раннерс»: 2020–2021
- Володар Кубка Австрії (1):

«Вольфсбергер»: 2024–2025